# David Dziurzynski
David „Dave“ Dziurzynski (* 6. Oktober 1989 in Lloydminster, Alberta) ist ein ehemaliger kanadischer Eishockeyspieler, der im Verlauf seiner aktiven Karriere zwischen 2007 und 2020 unter anderem 26 Partien für die Ottawa Senators in der National Hockey League (NHL) absolvierte. Zudem verbrachte der Flügelspieler mehrere Spielzeiten in der American Hockey League (AHL) sowie ein Jahr bei den Iserlohn Roosters in der Deutschen Eishockey Liga (DEL).

## Karriere
Dziurzynski war zunächst von 2007 bis 2009 für die Lloydminster Bobcats aus der Alberta Junior Hockey League (AJHL) aktiv. In der Saison 2009/10 stand er für die Alberni Valley Bulldogs in der British Columbia Hockey League (BCHL) auf dem Eis, bei denen sich der Linksschütze als einer der erfolgreichsten Punktesammler des Teams etablierte. Im April 2010 wurde der Offensivakteur, welcher nie gedraftet worden war, von den Ottawa Senators aus der National Hockey League (NHL) mit einem dreijährigen Einstiegsvertrag ausgestattet.
Für deren Farmteam, die Binghamton Senators, debütierte Dziurzynski in der Spielzeit 2010/11 auf Profiebene in der American Hockey League (AHL) und gewann mit der Mannschaft in derselben Saison den Calder Cup. In der Saison 2012/13 debütierte der Stürmer für die Ottawa Senators in der NHL, wobei er in zwölf Einsätzen zwei Tore erzielte. Am Ende der Saison wurde sein Vertrag um ein Jahr verlängert, wobei er vorerst wieder ausschließlich in der AHL zum Einsatz kam. Nach einer weiteren Vertragsverlängerung um zwei Jahre im Sommer 2014 kam der Angreifer erst in der Saison 2015/16 wieder zu NHL-Einsätzen, wobei er 14 Spiele absolvierte und dabei auf vier Scorerpunkte kam.
Nach der Saison 2015/16 entschloss sich der Kanadier zu einem Wechsel nach Europa und unterzeichnete im Juli 2016 einen Einjahresvertrag bei den Iserlohn Roosters aus der Deutschen Eishockey Liga (DEL). Zur Saison 2017/18 kehrte er nach Nordamerika zurück, schloss sich den Florida Everblades aus der ECHL an und verbrachte Teile der Spielzeit leihweise bei den Utica Comets und Belleville Senators in der AHL. Im September 2018 wechselte er – ebenso wie sein Bruder Darian Dziurzynski – zu den Kansas City Mavericks. Nach zwei weiteren Spielzeiten in der ECHL beendeten beide dort im Jahr 2020 ihre Profikarrieren.

## Erfolge und Auszeichnungen
- 2011 Calder-Cup-Gewinn mit den Binghamton Senators

## Karrierestatistik
(Legende zur Spielerstatistik: Sp oder GP = absolvierte Spiele; T oder G = erzielte Tore; V oder A = erzielte Assists; Pkt oder Pts = erzielte Scorerpunkte; SM oder PIM = erhaltene Strafminuten; +/− = Plus/Minus-Bilanz; PP = erzielte Überzahltore; SH = erzielte Unterzahltore; GW = erzielte Siegtore; 1 Play-downs/Relegation; Kursiv: Statistik nicht vollständig)